# Махароблидзе, Реваз Ясонович
Реваз Ясонович Махароблидзе (30.05.1909 — 15.05.1987) — понтонёр 5-го тяжелого моторизованного понтонно-мостового Выборгского Краснознамённого ордена Кутузова 3-й степени полка (70-я армия, 2-й Белорусский фронт), красноармеец, участник Великой Отечественной войны, кавалер ордена Славы трёх степеней.

## Биография
Родился 30 мая 1909 года в селе Али ныне Хашурского муниципалитета края Шида-Картли Грузии. Из семьи крестьянина. Грузин.
До войны окончил 7 классов, а также получил специальность токаря. Работал на нескольких предприятиях. К 1941 году — инспектор в Хашурском районном финотделе (г. Хашури).
В Красную армию призван Хашуринским районным военкоматом Грузинской ССР 25 июня 1941 года. Участник Великой Отечественной войны с февраля 1942 года. Воевал в составе войск Южного фронта, с августа 1942 — Закавказского фронта, с января 1943 года — Северо-Кавказского фронта.
В мае 1943 года его часть была выведена в резерв, а в июле 1943 года он прибыл на Ленинградский фронт. Там воевал сапёром в составе 62-го отдельного штурмового инженерно-сапёрного батальона. Но воевать тут довелось совсем недолго. Сначала он с группой сапёров взорвал гранатами вражеский дзот (за что был награждён своей первой наградой — медалью «За боевые заслуги»), а через несколько дней, 25 июля 1943 года, был тяжело ранен. Долго лечился в одном из госпиталей блокадного Ленинграда. После выздоровления в ноябре 1943 года направлен в 5-й тяжёлый моторизованный понтонно-мостовой полк Ленинградского фронта, в котором воевал до конца войны.
Понтонёр 5-го тяжёлого моторизованного понтонно-мостового полка (59-я армия, Ленингр. фронт) красноармеец Махароблидзе Реваз Ясонович отважно действовал в ходе Выборгской наступательной операции в июне 1944 года и в последующих наступательных боях севернее и западнее Выборга. При очередном рейсе его понтонный паром 2 июля был повреждён финской авиацией. Под бомбами спустился в трюм и заделал пробоину подручными средствами. 6 июля при выполнении разведывательного задания в Выборгском заливе на рыбацкой лодке попал под обстрел береговой артиллерии. Сам уцелел, но увидел, что на одном из островков ранены двое бойцов-связистов. Под обстрелом причалил к ним, погрузил на лодку и доставил в полевой медицинский пункт.
8 июля понтонный мост был накрыт огнём финской артиллерии и часть понтонов повреждена, тогда Махароблидзе под огнём противника развёл уцелевшие понтоны и укрыл их под берегом от огня.
За образцовое выполнение боевых заданий Командования на фронте борьбы с немецкими захватчиками и проявленные при этом доблесть и мужество приказом войскам 59-й армии № 059-н от 20 июля 1944 года красноармеец Махароблидзе Реваз Ясонович награждён орденом Славы 3-й степени.
Понтонёр того же полка (2-я ударная армия, Ленинградский фронт) красноармеец Махароблидзе Реваз Ясонович вновь проявил мужество в Таллинской фронтовой наступательной операции — составной части Прибалтийской наступательной операции. В первый день операции 17 сентября 1944 года при форсировании реки Эмайыги (северо-восточнее города Тарту, Эстонская ССР) его понтон первым вышел в рейс под ураганным огнём на только что захваченный пехотой плацдарм и переправил вместе с расчётом на плацдарм 6 артиллерийских орудий и несколько миномётов с расчётами.
За образцовое выполнение боевых заданий Командования на фронте борьбы с немецкими захватчиками и проявленные при этом доблесть и мужество приказом войскам 2-й ударной армии № 0131-н от 2 октября 1944 года красноармеец Махароблидзе Реваз Ясонович награждён орденом Славы 2-й степени.
Командир понтонного отделения того же полка (70-я армия, 2-й Белорусский фронт) красноармеец Махароблидзе Реваз Ясонович геройски действовал в Восточно-Прусской и Восточно-Померанской наступательных операциях. В последней из них, в ночь на 29 марта 1945 года при наведении понтонной переправы на реке Мёртвая Висла под Данцигом (ныне Гданьск, Польша) был ранен разрывной пулей, изуродовавшей ему кисти обеих рук, но продолжал руководить сборкой парома до выполнения приказа. Переправа была пущена в действие ранее назначенного срока, только после этого согласился на эвакуацию в госпиталь.
За образцовое выполнение боевых заданий Командования на фронте борьбы с немецкими захватчиками и проявленные при этом доблесть и мужество Указом Президиума Верховного Совета СССР от 29 июня 1945 года красноармеец Махароблидзе Реваз Ясонович награждён орденом Славы 1-й степени.
Тяжелейшее ранение сделало его инвалидом. До июня 1945 года лечился в эвакогоспитале в Пензе, затем находился там же в батальоне выздоравливающих.
В сентябре 1945 года красноармеец Р. Я. Махароблидзе был демобилизован по инвалидности.
Вернулся на родину, жил в городе Хашури. Окончил 10 классов вечерней средней школы № 1 в городе Хашури и ещё несколько десятилетий работал.
Старшина в отставке. Член ВКП(б)/КПСС с июля 1944 года.
Умер 15 мая 1987 года. Похоронен в Хашури.

## Награды
- Орден Отечественной войны I степени (06.03.1985)[4]
- Орден Славы I степени(27.06.1945)[5]
- Орден Славы II степени(23.10.1944)[6]
- Орден Славы III степени (27.08.1944)[7]
- Медаль «За боевые заслуги» (02.08.1943)[8]
- Медаль «За боевые заслуги» (26.01.1944)[9]
- Медаль «За оборону Ленинграда» (1944)
- Медаль «За оборону Кавказа» (1943)
- Медаль «В ознаменование 100-летия со дня рождения Владимира Ильича Ленина» (6 апреля 1970)
- Медаль «За победу над Германией в Великой Отечественной войне 1941—1945 гг.» (9 мая 1945[10])
- Юбилейная медаль «Двадцать лет Победы в Великой Отечественной войне 1941—1945 гг.» (7 мая 1965[11])
- Юбилейная медаль «Тридцать лет Победы в Великой Отечественной войне 1941—1945 гг.»[12]
- Медаль «Сорок лет Победы в Великой Отечественной войне 1941—1945 гг.»[13]
- Медаль «Ветеран труда»
- Юбилейная медаль «50 лет Вооружённых Сил СССР» (26 декабря 1967[14])
- Юбилейная медаль «60 лет Вооружённых Сил СССР» (28 января 1978[15])
- Знак «25 лет победы в Великой Отечественной войне» (1970)